# Bobingen
Bobingen è una città tedesca di 18 022 abitanti, sita nel Land della Baviera.

## Geografia fisica
Bobingen è situata circa 12 chilometri a sud di Augusta. 

## Storia
Il luogo viene citato per iscritto per la prima volta nell'anno 933; il toponimo ha quindi già più di 1.000 anni. Bobingen appartiene alla Baviera dal 1803.

## Economia
Il comune ospita la sede principale dell'azienda motociclistica Kalexː plurititolata produttrice di telai per le gare del Motomondiale.